# Ennucula delphinodonta
Ennucula delphinodonta is een tweekleppigensoort uit de familie van de Nuculidae. De wetenschappelijke naam van de soort is voor het eerst geldig gepubliceerd in 1842 door Mighels & C.B. Adams.